# Carbon (Iowa)
Carbon to miasto w stanie Iowa, w hrabstwie Adams w Stanach Zjednoczonych.

## Demografia
- Powierzchnia: 1,8 km²
- Ludność: 30 (2023)[1]